# Giacomo Bini
Giacomo Bini (Bagno a Ripoli, 1º settembre 1990) è un pallanuotista italiano, di ruolo attaccante. Nel 2012 è stato finalista in Coppa LEN con la Rari Nantes Florentia.

## Statistiche

### Presenze e reti nei club
Statistiche aggiornate al 23 dicembre 2010.
| Stagione        | Squadra         | Campionato      | Campionato | Campionato | Coppe nazionali | Coppe nazionali | Coppe nazionali | Coppe continentali | Coppe continentali | Coppe continentali | Totale | Totale |
| Stagione        | Squadra         | Comp            | Pres       | Reti       | Comp            | Pres            | Reti            | Comp               | Pres               | Reti               | Pres   | Reti   |
| --------------- | --------------- | --------------- | ---------- | ---------- | --------------- | --------------- | --------------- | ------------------ | ------------------ | ------------------ | ------ | ------ |
| 2006-2007       | Florentia       | A1              | ?          | 0          |                 | -               | -               |                    | -                  | -                  | ?      | 0      |
| 2007-2008       | Florentia       | A1              | ?          | 0          |                 | -               | -               |                    | -                  | -                  | ?      | 0      |
| 2008-2009       | Florentia       | A1              | ?          | 0          |                 | -               | -               |                    | -                  | -                  | ?      | 0      |
| 2009-2010       | Florentia       | A1              | ?          | 9          |                 | -               | -               |                    | -                  | -                  | ?      | 9      |
| 2010-2011       | Florentia       | A1              | 10         | 13         |                 | -               | -               |                    | -                  | -                  | 10     | 13     |
| Totale carriera | Totale carriera | Totale carriera | ?          | 22         |                 | -               | -               |                    | -                  | -                  | ?      | 22     |